# Lúpus eritematoso discoide
O Lúpus eritematoso discóide é uma doença crônica, autoimune e que afecta o tecido conjuntivo. Atinge geralmente mulheres numa proporção de 3 para cada 1 homem. É mais comum em adultos (entre 20 e 40 anos) mas ocorre também em crianças. Atinge geralmente áreas da pele expostas a luz solar, sendo cerca de 60% no rosto.
Cerca de 5-10% dos casos vão evoluir para Lúpus eritematoso sistêmico. Sua causa é desconhecida, sendo provavelmente por danos causados por exposição prolongada raios ultravioleta, e tem como seu principal sintoma as manchas avermelhadas, arredondadas, bem definidas e descamativas na pele. Tendem a evoluir deixando cicatriz atrófica e alterações pigmentares. Também ocorrem em outros animais.

## Sintomas
Os sintomas da doença são:

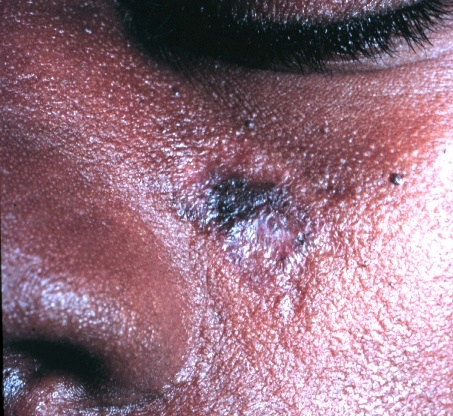
Costuma ser mais escuro na pele negra

- Uma erupção cutânea típica, em forma de "asas de borboleta" que pode ser permanente ou aparecer e desaparecer subitamente durante anos.
- O aspecto das manchas muda durante o tempo.
- Embora 90,4% sejam lesões em forma de disco, também podem se assemelhar a uma verruga(8,1%), pérnio (1,4%) ou túmida (0,3%).
- Aparecem geralmente na face, nariz ou nas orelhas, mas contudo podem aparecer em outra partes do corpo.
- Em zonas específicas como por exemplo, zonas escamosas, a erupção pode estender-se degenerando-se no centro e deixando uma cicatriz.
- Nas zonas afectadas ocorre perda permanente de pelos.
- A erupção pode ser acompanhada por um número baixo de eritrócitos e dores nas articulações.
- A mancha geralmente é indolor e apenas coça levemente.
- Pode começar como uma mancha vermelha (mais comum em pessoas brancas) ou mancha marrom (mais comum em pessoas morenas). Com o tempo a mancha pode ficar mais clara e ocorre perda permanente dos cabelos na área.

## Diagnóstico
O Diagnóstico da doença não é fácil sendo confundível com: Lúpus eritematoso sistêmico, rosácea, a dermatite seborreica, o linfoma e a sarcoidose.
Aconselha-se ao médico responsável que analise cuidadosamente o histórico clínico do paciente e faça um observação calculosa para ver se a doença não está a afectar outros orgãos.
Pode-se utilizar como exames os seguintes procedimentos:
1. Análises de sangue para encontrar o número de Hemácias e Eritrócitos.
2. Provas complementares para procurar anticorpos anti-ADN de cadeia dupla, que se encontram em muitas pessoas com lúpus eritematoso sistémico eliminando geralmente assim a possibilidade do Lúpus eritematoso discóide.

### Em crianças
As principais diferenças no lúpus infantil são: não possuir predominância feminina, possuir uma fotossensibilidade mais leve e ocorrer mais no tórax do que nos adultos, porém ainda sendo mais frequênte na cabeça e pescoço. Ocorre em todas as gravidades.

## Prevenção
- Evitar a exposição solar exagerada, especialmente entre as 10h e as 16h.
- Utilizar sempre protetor solar que proteja simultaneamente contra UVA e UVB.
- Evitar fazer bronzeamento.
- Usar roupas compridas e chapéu.

## Tratamento
O tratamento depende o tempo de diagnóstico:
- Se for feito cedo pode-se utilizar cremes nas erupções pequenas (em fase inicial, portanto) com corticosteroides.
- Se for feito mais tarde e as manchas estiverem num tamanho considerável pode-se utilizar medicamentos de via oral.

Os principais medicamentos usados são imunosupressivos como ciclofosfamida, anti-maláricos como cloroquina e recentemente começaram a utilizar o Belimumab. Outros medicamentos possíveis são acitretina, dapsona, isotretinoína e talidomida. Todos possuem muitos e fortes efeitos colaterais, exceto o Belimumab, que causa apenas náuseas, diarreia e febre.
Tanto a exposição ao Sol, quanto calor e frio excessivo podem aumentar a lesão, agravando a cicatriz deixada no local. Por isso é importante usar protetor solar, roupas compridas e chapéu para o Sol.